# Miss Universe Kosova 2012
La 4.ª edición de Miss Universe Kosovo, se realizará el 21 de junio de 2012 en Pristina, Kosovo. 20 candidatas de varias regiones de Kosovo competirán por el título. Afërdita Dreshaj Miss Universe Kosovo 2011, coronaró a Diana Avdiu como la nueva Miss Universe Kosovo 2012. Avdiu representó a Kosovo en Miss Universo 2012 el 19 diciembre en Las Vegas, Nevada, Estados Unidos, terminando en el Top 16 y elegida como Miss Fotogenica.

## Resultados
| Posiciones                | Delegada |
| ------------------------- | --- |
| Miss Universe Kosova 2012 | - 04 - Diana Avdiu                                                                                                   |
| Primera Finalista         | - 03 - Liridona Miftari                                                                                              |
| Segunda Finalista         | - 12 - Elgha Shala                                                                                                   |
| Finalistas (Top 5)        | - 01 - Arbesa Fetahu - 02 - Ajshe Babatinca                                                                          |
| Finalistas (Top 10)       | - 11 - Donika Pasjaqa - 08 - Nebehate Fazliu - 10 - Valentina Ahmeti - 17 - Narta Jashanica - 18 - Leunora Xhemajlaj |

### Premios Especiales
| Premio         | Delegada                 |
| -------------- | ------------------------ |
| Miss Fotogenía | - 18 - Leunora Xhemajlaj |
| Miss Sonrisa   | - 19 - Fijona Rama       |
| Miss Prensa    | - 04 - Diana Avdiu       |
| Miss Internet  | - 04 - Diana Avdiu       |
| Miss Elegancia | - 08 - Nebehate Fazliu   |
| Miss Top Model | - 11 - Donika Pasjaqa    |
| Miss Miqesi    | - 12 - Elgha Shala       |

## Candidatas
20 candidatas competirán por el título:
(En la tabla se utiliza su nombre completo, los sobrenombres van entrecomillados y los apellidos utilizados como nombre artístico, entre paréntesis; fuera de ella se utilizan sus nombres "artísticos" o simplificados):
| N.º | Candidata         | Edad | Estatura | Residencia | Lugar de nacimiento |
| --- | ----------------- | ---- | -------- | ---------- | ------------------- |
| 01  | Arbesa Fetahi     | 21   | 1.84     | Skenderaj  | Kosovo              |
| 02  | Ajshe Babatinca   | 18   | 1.76     | Pristina   | Kosovo              |
| 03  | Liridona Miftari  | 21   | 1.74     | Lipjani    | Albania             |
| 04  | Diana Avdiu       | 19   | 1.74     | Pristina   | Kosovo              |
| 05  | Arjeta Dragaj     | 20   | 1.73     | Skenderaj  | Kosovo              |
| 06  | Marigona Isufi    | 19   | 1.73     | Kamenicë   | Kosovo              |
| 07  | Edona Hyseni      | 17   | 1.73     | Mitrovicë  | Kosovo              |
| 08  | Nebehate Fazliu   | 23   | 1.72     | Gjilan     | Albania             |
| 09  | Saranda Hoxha     | 22   | 1.72     | Gjakovë    | Kosovo              |
| 10  | Valentina Ahmeti  | 19   | 1.71     | Pristina   | Suecia              |
| 11  | Donika Pasjaqa    | 17   | 1.71     | Pristina   | Kosovo              |
| 12  | Elga Shala        | 19   | 1.70     | Gjakovë    | Kosovo              |
| 13  | Rrezarta Kelani   | 22   | 1.70     | Pristina   | Kosovo              |
| 15  | Filloreta Rugova  | 23   | 1.69     | Istog      | Albania             |
| 16  | Anisa Berisha     | 22   | 1.69     | Pristina   | Kosovo              |
| 17  | Narta Jashanica   | 17   | 1.69     | Pristina   | Kosovo              |
| 18  | Leunora Xhemajlaj | 22   | 1.68     | Argau      | Albania             |
| 19  | Fijona Rama       | 19   | 1.68     | Fushë      | Albania             |
| 20  | Elijesa Dalipi    | 19   | 1.67     | Pristina   | Macedonia           |
| 21  | Ernita Arifaj     | 23   | 1.67     | Pejë       | Albania             |

- Datos: Q16952681